# F & M
"F & M" é o segundo álbum da banda teuto-sueca Lindemann. Foi lançado em 22 de novembro de 2019 pela Universal Music.
Em uma sessão de perguntas e respostas do Instagram em 2 de junho de 2019, Peter Tägtgren afirmou que o álbum seria lançado até o final de 2019. Ele também disse que o álbum incluirá a versão original de "Mathematik" e algumas músicas da peça "Hänsel und Gretel"
Em uma outra sessão,  Peter, disse que talvez uma ou duas músicas de "Hänsel und Gretel" poderiam aparecer no álbum e não mais uma trilha sonora, como planejado anteriormente. Ele também revelou que o primeiro single poderia ser lançado em outubro com o álbum seguinte em novembro.
Em 9 de outubro, a capa do álbum foi divulgada. O álbum será lançado nas edições padrão com 11 músicas, especial e em vinil com duas músicas a mais. A edição em vinil tem uma arte da capa diferente da padrão.
No dia 13 de outubro, a banda divulgou no seu canal oficial um trecho da música "Blut".
Em 31 de outubro foi anunciado que o quarto single, "Knebel", seria lançado no dia seguinte, juntamente com um videoclipe dirigido por Zoran Bihać, a versão sem censura foi transmitida uma única vez em um site criado exclusivamente para o lançamento.
No início de novembro foram divulgadas as datas da turnê de 2020 da banda. A turnê passará por países como: Alemanha, Áustria, Suécia, França, Reino Unido, Rússia, Ucrânia e Bielorrússia.
Em 21 e 22 de novembro, teasers de mais um vídeo foram divulgados, dessa vez para a música "Frau & Mann", lançado em 23 de novembro de 2019.
Em 29 de novembro, Till, Peter e Zoran Bihać postaram em suas respectivas redes sociais um vídeo comemorando a primeira posição do álbum nas paradas pelo mundo. No vídeo há um trecho do vídeoclipe de "Platz Eins", que ainda será lançado.
Em 23 de dezembro, a banda divulgou o teaser do vídeoclipe de "Ach so gern", vídeo que foi gravado em 2017, em Tallinn, na Estônia, nos mesmos arredores de onde o clipe de "Knebel" foi filmado. O vídeo foi lançado em 26 de dezembro como um "presente de natal".

## Faixas
| N.º            | Título               | Duração |  |
| 1.             | "Steh auf"           | 3:04    |  |
| 2.             | "Ich weiß es nicht"  | 4:49    |  |
| 3.             | "Allesfresser"       | 3:29    |  |
| 4.             | "Blut"               | 4:02    |  |
| 5.             | "Knebel"             | 3:50    |  |
| 6.             | "Frau & Mann"        | 3:33    |  |
| 7.             | "Ach so gern"        | 3:22    |  |
| 8.             | "Schlaf ein"         | 5:09    |  |
| 9.             | "Gummi"              | 3:56    |  |
| 10.            | "Platz eins"         | 3:55    |  |
| 11.            | "Wer weiß das schon" | 3:57    |  |
| Duração total: | Duração total:       | 43:06   |  |

| Faixa bônus da edição limitada |                                             |         |  |
| N.º                            | Título                                      | Duração |  |
| 12.                            | "Mathematik" (Original Version - Sture Mix) | 3:34    |  |
| 13.                            | "Ach so gern" (Remix por Pain)              | 3:49    |  |

## Desempenho nas paradas
| Paradas (2019)                        | Posição |
| ------------------------------------- | ------- |
| Países Baixos (Dutch Charts)          | 18      |
| Bélgica (Ultratop Flandres)           | 9       |
| Bélgica (Ultratop Valônia)            | 25      |
| Alemanha (Offizielle Deutsche Charts) | 1       |
| Suécia (Sverigetopplistan)            | 23      |

## Créditos
- Letras e Vocais: Till Lindemann;
- Composição: Peter Tägtgren (exceto em "Knebel" e "Wer weiß das schon"), Till Lindemann e Peter Tägtgren em "Knebel", Clemens Wijers (em "Wer weiß das schon");
- Arranjo musical: Till Lindemann e Peter Tägtgren;
- Arranjo orquestral adicional: Clemens Wijers;
- Instrumentos: Peter Tägtgren (exceto em "Ach so gern"), Jonas Kjellgren (em "Ach so gern");
- Produção, Gravação e Mixagem: Peter Tägtgren, no Abyss Studio, em Pärlby, Estocolmo, Suécia;
- Masterização: Svante Forsbäck, Chartmakers, Helsinque, Finlândia;
- Publicado por: Warner Chappell Music Scandinavia AB e Musik Edition Discoton GmbH (Universal Music);
- Gerência: Birgit Fordyce e Stefan Mehnert;
- Arte por: Rocket & Wink;
- Fotografias: Stefan Heilemann (Heilemania), Matthias Matthies e Jens Koch;